# Domatków
Domatków is een plaats in het Poolse district  Kolbuszowski, woiwodschap Subkarpaten. De plaats maakt deel uit van de gemeente Kolbuszowa en telt 1400 inwoners.